# VALO-CD
VALO-CD ist eine Sammlung von freier Software auf CD für Microsoft Windows. Ziel des Projekts ist es Wissen zu verbreiten und die Nutzung von FLOSS-Software zu erhöhen.

## Geschichte
Das Projekt wurde im Jahr 2008 gestartet und bezweckt die technologische und ökonomische Entwicklung Finnlands zu stärken. Weil VALO-CD in Finnland entstand, war es daher zu Beginn nur in Finnisch erhältlich. Ab Version 7, gibt es aber eine internationale Version von VALO-CD, diese ist ebenfalls in Englisch verfügbar. Die finnische Version von VALO-CD hatte das spezielle Ziel sich nur auf örtlich beschränkte freie Software zu konzentrieren.

## Name
Das Akronym VALO bedeutet „Free/Libre Open-Source Software“ in Finnisch, das Wort kann aber auch für „Licht“ stehen. Demzufolge ist der Name des Projekts ein Konnotat für Erleuchtung schaffen.

## Inhalte
Version 9 von VALO-CD enthält die folgende Software:
- Schreiben und Zeichnen: Dia, GIMP, Inkscape, LibreOffice, und Scribus
- Internet: Firefox, Thunderbird, Pidgin, Vuze, und WinSCP
- Rekreation: Stellarium, und Tux Paint
- Multimedia: Audacity, MuseScore und VLC media player
- Werkzeuge: 7-Zip, Evince, InfraRecorder, KeePass, Notepad++, PDFCreator, und TrueCrypt
- Ratgeber: Verschiedene Nutzerratgeber von FLOSS Manuals